# Pasar Baru (Lahat)
Pasar Baru is een bestuurslaag in het regentschap Lahat van de provincie Zuid-Sumatra, Indonesië. Pasar Baru telt 3398 inwoners (volkstelling 2010).